# Husova lípa (Chlístov)
Husova lípa v Chlístově je živé torzo lípy velkolisté, která je díky kombinaci svého věku, mohutnosti a údajné souvislosti s Janem Husem považována za jeden z nejvýznamnějších památných stromů jižních Čech. Strom roste při severní hranici CHKO Šumava.

## Základní údaje
- název: Husova lípa v Chlístově
- výška: 18 m (1981)[2], 20 m[1], 18 m (1995)[2], 8 m (1995, po vichřici)[3]
- šířka koruny: 17 m (před vichřicí)
- obvod: 930 cm (1971)[4], 960 cm (1981)[2][4], 962 cm[1], 957 cm (1995)[2][3][4]
- věk: 700 let[5], 750 let[3]
- zdravotní stav: 3 (1981), 4,5 (1995)[2]
- souřadnice: 49°1'3.31"N, 13°54'48.78"E

Strom stojí v zahradě u domu č.2 v jižní části vesnice (poblíž silnice na Trpín), v nadmořské výšce 675 m.

## Stav stromu a údržba
V roce 1898 byla část pozemku s lípou věnována klubu českých turistů. Ke stromu vede chodníček, vedle kterého je umístěna informanční tabule.
Původně byla lípa mohutný strom s široce rozvětvenou korunou a dutým kmenem. Otvory do dutiny byly zastřešené a větve stažené. Roku 1995 ale poryv větru připravil strom o korunu. Po následném ošetření lípa zmladila a vytvořila korunu novou. Ta je velice pravidelná, ale oproti kmenu působí decentrovaně.

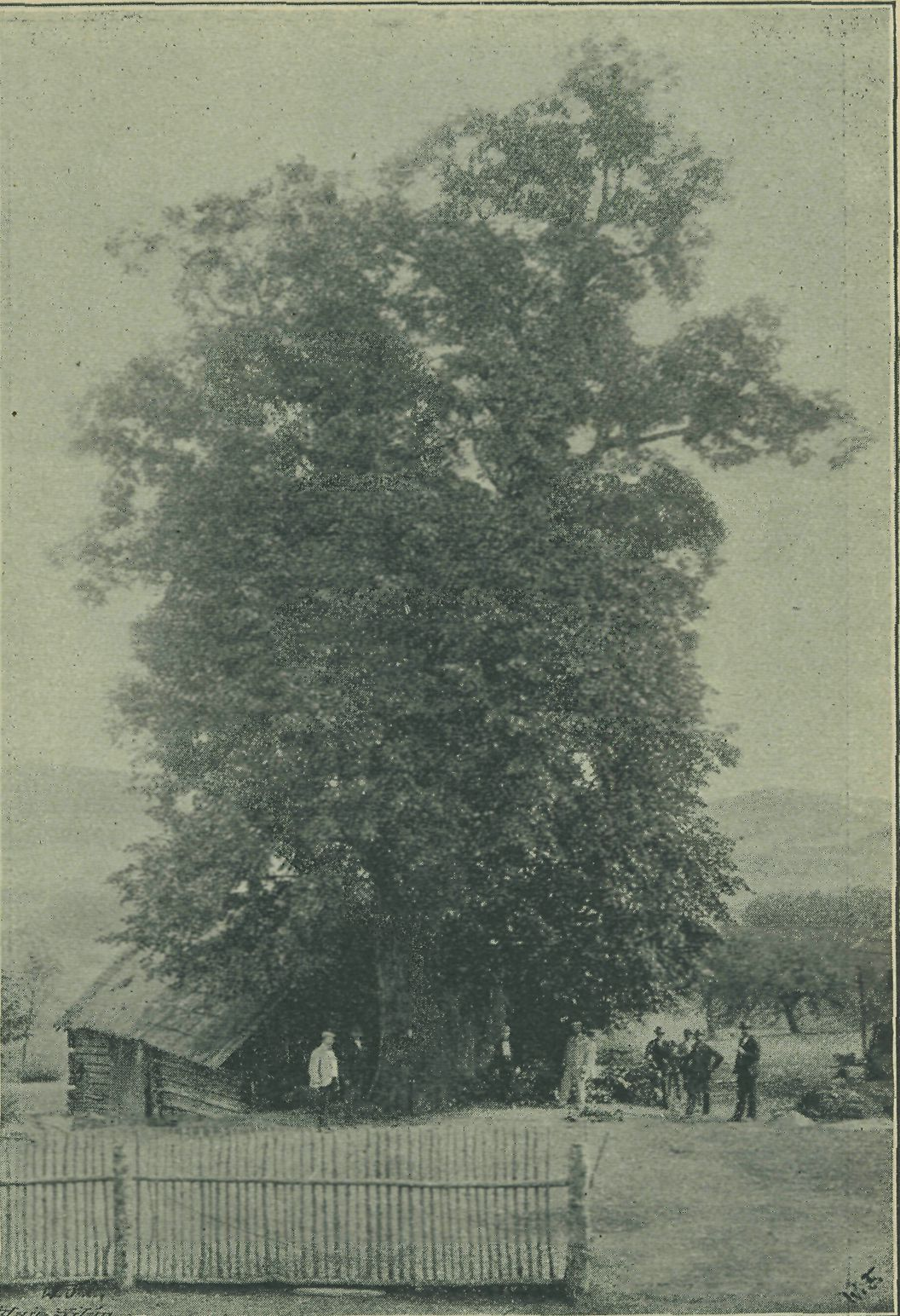
Husova lípa (Chlístov)
historický snímek (Jan Vilím)
kolem roku 1900

## Historie a pověsti
Podle pověsti pod lípou roku 1414 kázal mistr Jan Hus, který se narodil v nedalekém Husinci. Při kázání seděli posluchači i v koruně mohutné lípy. Tato pověst by se teoreticky mohla zakládat na pravdě, pokud bychom brali v potaz odhadované stáří 750 let (v době kázání by tak byla přes 150 let stará a mohla by posluchače unést).
Dle místního podání v r. 1414 pod ní kázával Mistr Jan Hus, od čehož asi název její. Již prý tehdy byla tato lípa tak mohutná, že na větvích jejích sedávalo mnoho posluchačů, žádostivých slova »pravdy«.
Jan Evangelista Chadt-Ševětínský, 1908
Také se vypráví, že si na lípu dělal zálusk místní chalupník. Chtěl ji porazit a vydělat si prodejem dřeva. Než stihl svůj plán zrealizovat, odkoupil od něj místní loučku i s lípou sedlák Fiedler, který tím strom zachránil.

## Další zajímavosti
Husova lípa je druhý nejmohutnější strom jižních Čech (po Sudslavické lípě). Společně s Cisterciáckou lípou, Běleňskou lípou a Kamenickou lípou patří ke 4 nejstarším památným stromům Jihočeského kraje. Stromu byl věnován prostor v televizním pořadu Paměť stromů, konkrétně v dílu č. 9: Stromy osobností.

## Památné a významné stromy v okolí

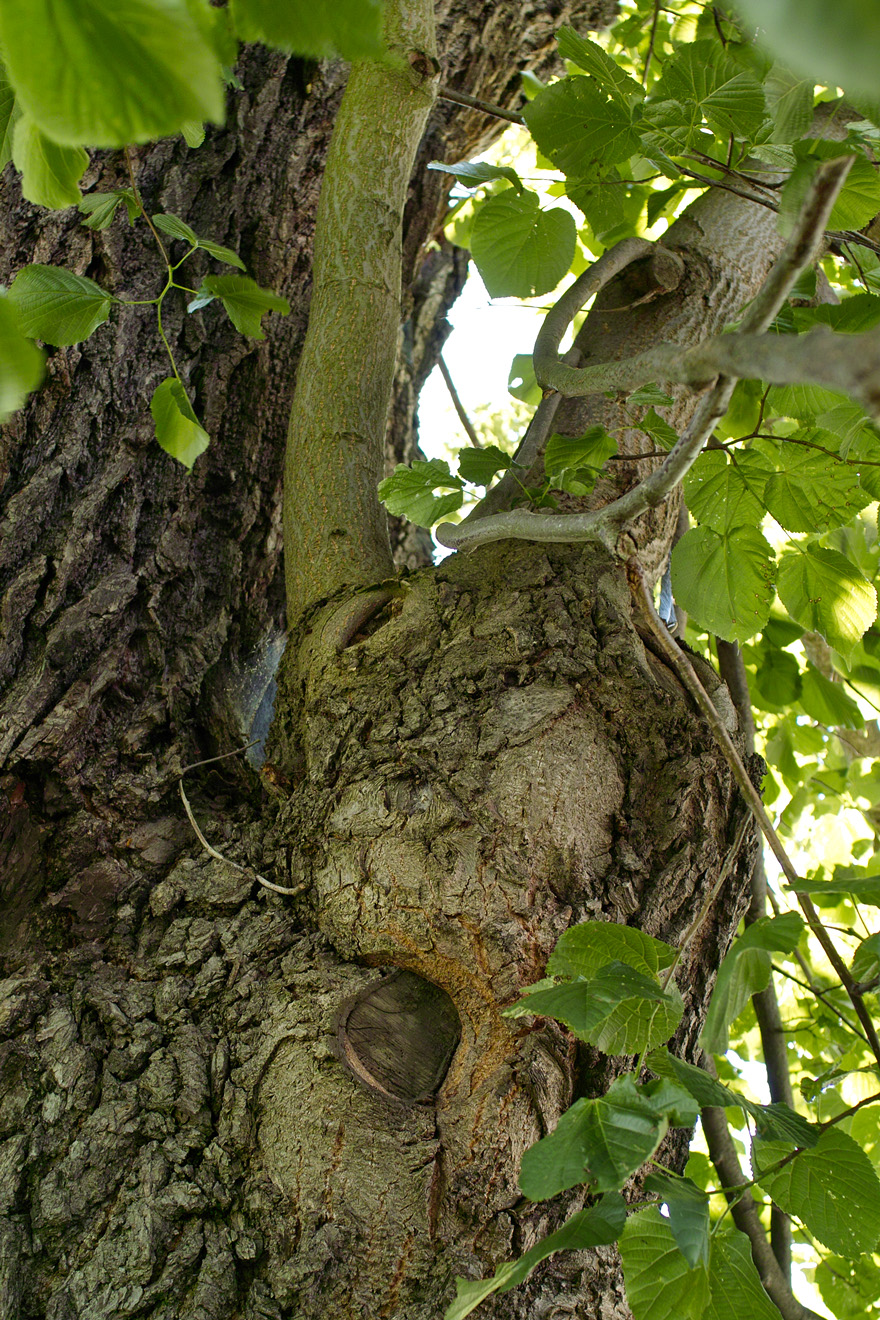

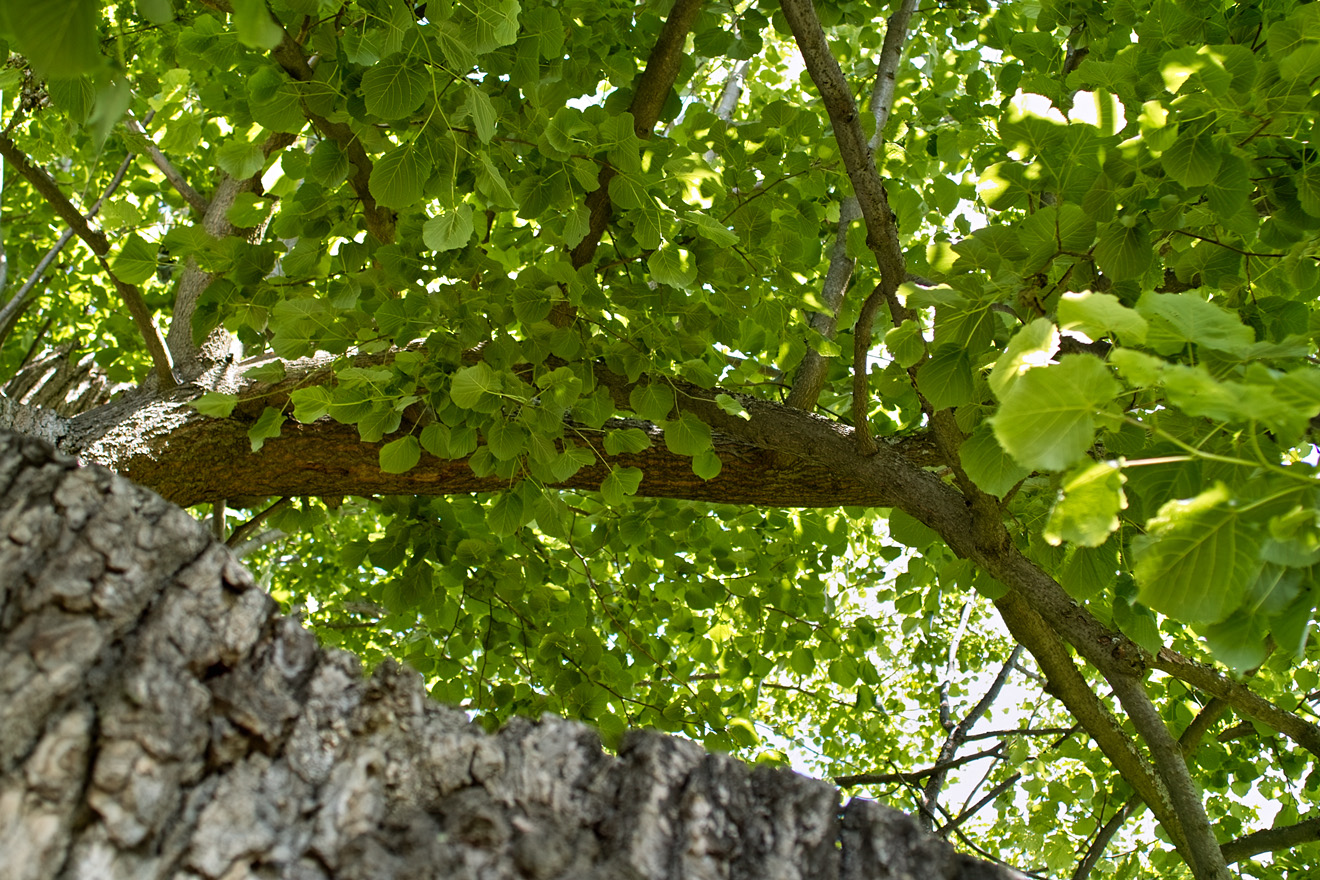
větve narostlé od rozlámání koruny roku 1995

Prachaticko a Vimpersko je (zvlášť při severní hranici CHKO Šumava) velmi bohaté na staré a památné stromy, především pak lípy. Většina následujících stromů roste v okruhu do 10 km.
blízké okolí
- Lípa u Dobišova Mlýna (významný strom?)
- Lípy v Horním Záblatí
- Řepešínská lípa (500 let)
- významný strom v obci Kratušín
- Švihovská lípa

SV směr
- Husinecká lípa

SZ směr
- Lípa u Machova mlýna (Šumavské Hoštice)
- Hoštická alej (lípy, javory, jasany v celkovém počtu 209 stromů)
- Lípy ve Svaté Maří (2 stromy, 11 km)
- Lípa ve Smrčné (14 km)
- Sudslavická lípa (600 let, 18 km)
- Bohumilická lípa (15 km)
- Bohumilická alej

J směr
- Milešický jasan

JV směr
- Perlovické lípy
- Lípa v Libínském Sedle (11 km)

Prachatice
- Prachatický břečťan
- Prachatický liliovník
- Prachatický jilm